# Нововербівка (роз'їзд)
Нововéрбівка — роз'їзд Харківської дирекції Південної залізниці на лінії Мерефа — Красноград між зупинним пунктом Платформа 61 км (1,7 км) та станцією Красноград (10 км).
Розташований у селі Іванівське Красноградського району Харківської області. 

## Пасажирське сполучення
На роз'їзді Нововербівка зупиняються приміські поїзди до станцій Харків-Пасажирський та Красноград.